# Dynamic Duo (videogioco)
Dynamic Duo è un videogioco di avventura dinamica pubblicato nel 1989 per Amstrad CPC, Commodore 64 e ZX Spectrum da Firebird. Il "duo dinamico" di cui parla il titolo è formato da un nano e la sua anatra (sulla copertina appare come un'anatra robot, ma non ci sono altri riferimenti sulla sua natura), da controllare entrambi anche in giocatore singolo.

## Modalità di gioco
Bisogna esplorare l'enorme Casa della Notte, un ambiente labirintico bidimensionale, formato da diversi piani collegati da passaggi, con visuale di profilo e scorrimento orizzontale. Sparsi per la casa, nascosti dentro scrigni, ci sono i dieci pezzi di una chiave, da recuperare per accedere alla Stanza dei Calcoli e completare l'avventura. La casa è infestata da diversi tipi di nemici fantasy che tolgono energia al contatto, tra cui il più temibile è la Morte.
In giocatore singolo si controlla un personaggio alla volta, con la possibilità di passare dall'uno all'altro premendo un tasto. Nella modalità a due giocatori si controlla un personaggio a testa, cooperando. In entrambi i casi lo schermo è diviso orizzontalmente in tre parti: in alto si ha la visuale sull'anatra robot, al centro la visuale sul nano e in basso si hanno gli indicatori di energia, punteggio e altro. L'anatra si può anche appollaiare sul cappello del nano, in questo caso il duo appare insieme nella finestra in alto, mentre quella di mezzo passa a mostrare la mappa della casa. La mappa mostra anche le possibili posizioni della Stanza dei Calcoli nelle vicinanze, ma sono tutte false tranne una, e spariscono man mano che si recuperano le parti di chiave.
Mentre il nano cammina, l'anatra può volare a diverse altezze e diverse velocità. Entrambi i personaggi possono sparare orizzontalmente per eliminare i nemici. Quando l'anatra è appollaiata è il nano a controllare il movimento, ma possono ancora sparare entrambi. Mentre l'anatra ha il vantaggio di potersi muovere molto più velocemente, il nano è l'unico che può aprire gli scrigni; la prima quindi viene solitamente usata come esploratrice per trovare gli scrigni, per poi mandare il secondo ad aprirli. Solo quando i due sono insieme possono cambiare piano dell'edificio. Si è sconfitti se uno dei due personaggi termina l'energia.